# 久住小春
久住小春（日语：／ Kusumi Koharu，1992年7月15日—）是一名日本女歌手、聲優，女子組合早安少女組前成員，隸屬於藝能事務所奧斯卡傳播。出身於新潟縣。
參予花漾明星KIRARIN主角月島KIRARI配音及以月島きらり starring 久住小春(モーニング娘。)(月島星琉 starring 久住小春(早安少女組。))名義發行個人單曲及專輯。

## 個人簡歷
2005年4月24日在「早安少女組｡2005選拔賽」中通過最後審查，並于5月1日正式加入早安少女組。
5月6日在日本武道館第一次登台在該次亮相中早安少女組隊長吉澤瞳邀請了久住加入早安少女組的足球相關團體「Gatas Brilhantes H.P.」，久住答應入團。不過並沒有正式加入。
7月27日首张單曲上市發售。
2006年加入早安家族的女子Kick base ball team, Metro Rabbits H.P。
3月2日擔任動畫「花漾明星」的配音員(飾 )、并以個人名義發表會推出同動畫的主題歌。4月7日花漾明星第一話在東京電視台播出，實質上以聲優出道。
7月12日以名義，发行首张個人單曲。10月25日以同名義发行第2張單曲『バラライカ』。
2007年1月24日早安少女組｡誕生10年記念隊第一張單曲上市發售。
6月以月島星琉的身份與萩原舞結成組合「閃閃☆亮亮」。8月1日以团队名义发行单曲。
2008年3月3日以月島星琉的身份與北原沙彌香和吉川友(飾演花咲子紅)結成組合「MilkyWay」。
2009年5月4日：於「花樣明星－最後STAGE」演唱會中宣佈MilkyWay解散及畢業。
5月12日成為(東京電視台系列)星期二的固定助理主持，這一天也是首次以固定班底身份演出。
6月3日在Ciao（ちゃお7月号）的漫畫月刊上，刊載(奇蹟☆革命～久住小春物語～)。
9月19日久住宣佈將於「早安少女組｡巡迴演唱會2009～Nine Smile～」最終公演(12月6日)，從早安少女組。及Hello! Project畢業，邁向模特兒之路。
12月6日：從早安少女組以及Hello! Project畢業。
2010年4月3日繼おはスタ後也擔任おはスタ相關節目おはコロ（東京電視台）主持工作。
6月22日至23日，以2010上海世博會特別組合Ex-ceed!成員身分於上海世博日本産業館的JAL舞台舉行兩場小型演唱會出演。
7月1日加入M-line club FC並也在同天經紀公司從UFA转入至J.P ROOM。
2011年1月28日與另外九名早安少女組前成員組成夢幻早安少女組，并于4月20日团队发布首張專輯《ドリムス。①》。
9月21日宣佈成為「CanCam」雜誌專屬模特兒。
2012年2月15日夢幻早安少女組发售首張單曲。
3月首次擔任「CanCam」雜誌封面人物。。
2016年11月離開前經紀公司「J.P ROOM」，并于2017年4月7日加入新經紀公司奧斯卡傳播。

## 相关作品

### 寫真集
- (2006年3月26日、) ISBN 978-4847029233
- (2007年9月20日、) ISBN 978-4048944991
- (2008年7月25日、) ISBN 978-4847041020
- (2009年9月27日、) ISBN 978-4-8470-4202-7

### 散文集
- (2011年2月10日)

### 單曲
- (2006年7月12日)
- (2006年10月25日)EPCE-5427
- (2007年5月2日)
- (2007年11月7日普通盤2007年11月28日)
- (2008年7月16日普通盤2007年11月28日)
- (2009年2月4日)
- (2006年10月18日)
- (2006年11月22日)
- (2007年2月28日)
- (2007年9月12日)
- (2008年12月17日)
- (2007年8月1日)
- (2007年8月8日)
- (2008年4月30日)
- (2008年10月29日)
- (2008年5月8日)
- (2008年11月5日)

### DVD
- Jump!!(2009年9月30日，zetima)
- Single Video·(2006年7月26日)
- Single Video·(2006年11月8日)
- Single Video·(2007年5月9日)
- Single Video·(2007年11月28日)
- Single Video·(2008年7月30日)
- Single Video·(2009年2月11日)

### 動畫配音
- 花漾明星KIRARIN：月島KIRARI

## 外部連結
官方網站
- （日語） 加入發表時製作人淳君的官方評論
- （日語） 久住小春官方部落格「こはるんランド～入場料免費～」Powered by Ameba （页面存档备份，存于）